# Canthium inerme
Canthium inerme är en måreväxtart som först beskrevs av Carl von Linné d.y., och fick sitt nu gällande namn av Carl Ernst Otto Kuntze. Canthium inerme ingår i släktet Canthium och familjen måreväxter. Inga underarter finns listade i Catalogue of Life.